# Lefkópetra (Imathie)
Lefkópetra (grec moderne : Λευκόπετρα) est une localité située dans le dème de Véria, dans le district régional d'Imathie, dans la periphérie de Macédoine-Centrale, en Grèce.
Selon le recensement de 2011, elle compte 59 habitants.